# Croutelle

Croutelle este o comună în departamentul Vienne, Franța. În 2009 avea o populație de 816 de locuitori.